# Jan Cedzyński

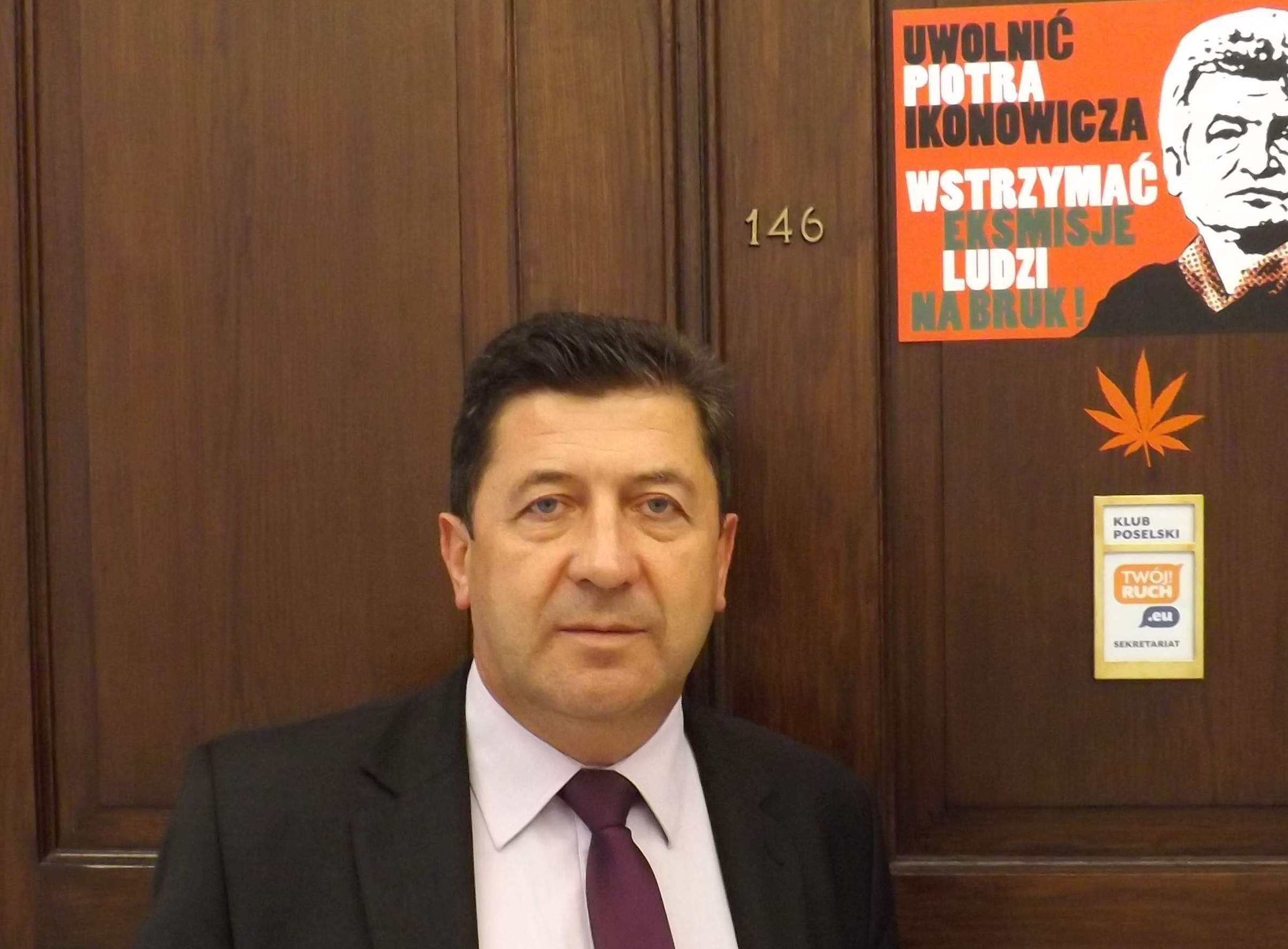
Jan Cedzyński

Jan Cedzyński (* 28. Februar 1961 in Mąchocice Kapitulne, Wojewodschaft Heiligkreuz) ist ein polnischer Politiker (RACJA, Twój Ruch, SLD). Er gehörte von 2011 bis 2015 dem Sejm in der VII. Wahlperiode an.

## Leben und Beruf
Jan Cedzyński studierte an der Handelshochschule Kielce (WSH Kielce) und beendete 2011 sein Studium als Bauingenieur. 1995 wurde er Eigentümer eines Bauunternehmens in Górno, bei Kielce.
Jan Cedzyński ist verheiratet und hat zwei Söhne.

## Politik
Cedzyński war Mitbegründer der RACJA Polskiej Lewicy (RACJA). Bei den Selbstverwaltungswahlen 2006 kandidierte er für die RACJA auf der Liste des Wahlbündnisses Lewica i Demokraci zum Sejmik der Woiwodschaft Heiligkreuz, wurde aber nicht gewählt. 2011 wurde er zum stellvertretenden Vorsitzenden Bei den Parlamentswahlen 2011 trat er für die RACJA auf der Liste der Ruch Palikota im Wahlkreis 33 Kielce an. Mit 14.796 Stimmen konnte er ein Mandat für den Sejm erringen. Im Januar 2013 wurde er nach der Suspendierung von Ryszard Dąbrowski zum kommissarischen Vorsitzenden der RACJA ernannt. Im April 2023 wählte in der Parteitag zum Vorsitzenden, die sich anschließen der in „Twój Ruch“ umbenannten Ruch Palikota anschloss. Im August 2014 verließ er Twój Ruch und schloss sich einen Monat später der Fraktion der Sojusz Lewicy Demokratycznej (SLD) und im Februar 2015 auch der Partei selbst an. Bei den Parlamentswahlen 2015 verpasste er auf der Liste des Linksbündnisses Zjednoczona Lewica die Wiederwahl in den Sejm, da dieses mit 7,5 % der Stimmen die 8-%-Hürde für Wahlbündnisse verfehlte. Im April 2016 trat er aus der SLD aus.